# タマミズムシ科
タマミズムシ科（タマミズムシか）は、カメムシ目タイコウチ下目に属する水生カメムシ類の一群である。
体長は約2,5mmと小型で、体型は半球状で厚みがあり、後方にややすぼむ。頭部と前胸部が半ば融合しているのが特徴。
主に流水性で緩い流れの小川などに生息する。岸辺から水中に伸びて漂う木の根に止まっていることが多い。泳ぐ時の姿勢は腹面を上にした背泳ぎの形である。肉食性で前脚と中脚を使ってちいさな生きものを捕獲するが、前脚は捕獲脚とはなっていない。

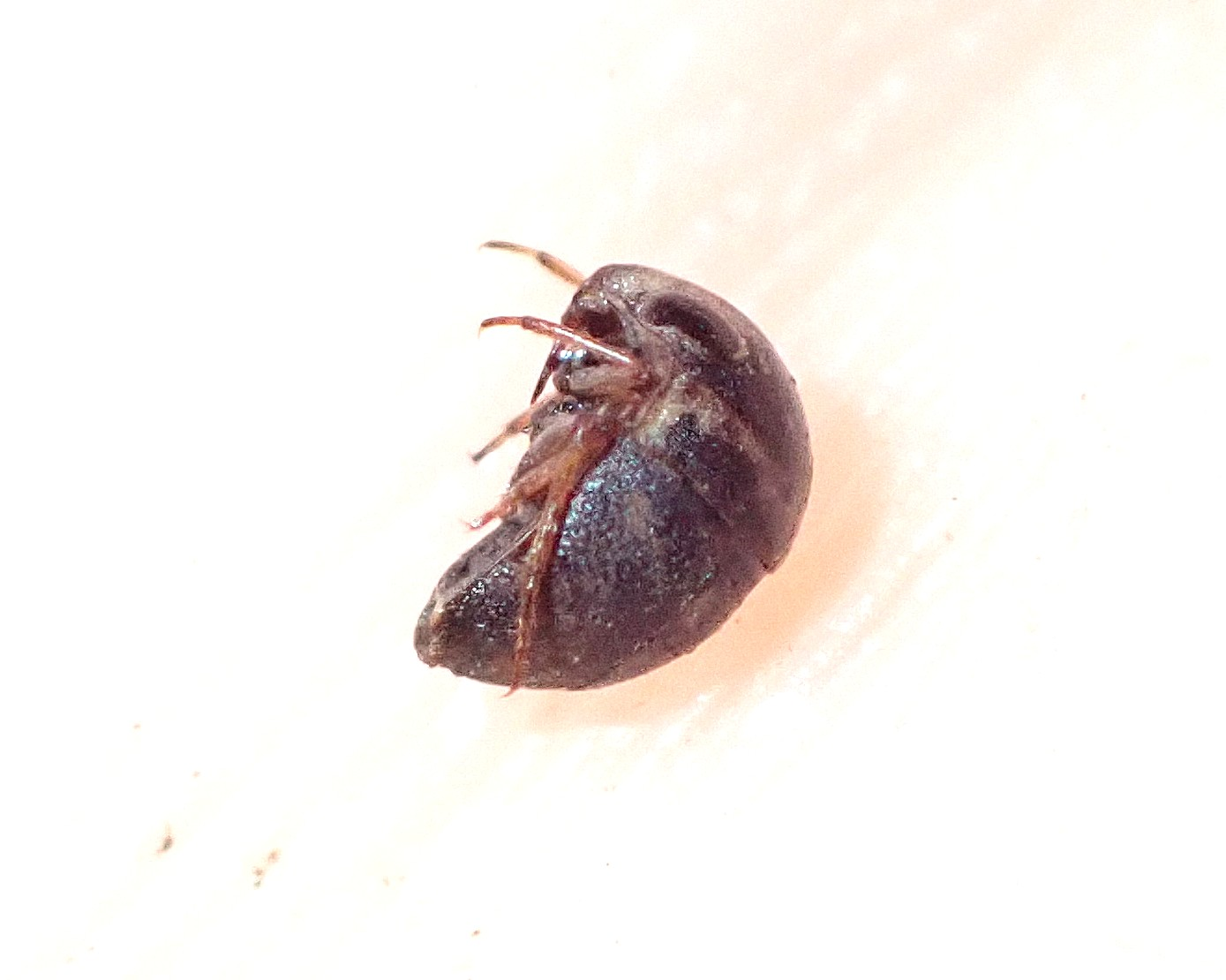
エグリタマミズムシ 頭部と前胸が融合している

マツモムシ科やマルミズムシ科と近縁で、特に後者とともにマルミズムシ上科とされる。世界に約180種が知られ、日本には琉球列島奄美群島から固有種エグリタマミズムシ（ Heterotrephes admorsus ）1種のみが知られている。